# Borys Derkacz
Borys Jurijowycz Derkacz, ukr. Борис Юрійович Деркач, ros. Борис Юрьевич Деркач, Boris Jurjewicz Dierkacz (ur. 14 stycznia 1964 w Charkowie; zm. w maju 2019) – ukraiński piłkarz, grający na pozycji obrońcy.

## Kariera piłkarska

### Kariera klubowa
Karierę piłkarską rozpoczął w 1981 w miejscowej drużynie Metalist Charków. W 1983 jeden sezon występował w trzecioligowym klubie Majak Charków. W 1985 został powołany do służby wojskowej, podczas której grał w SKA Kijów. W 1986 został zaproszony do CSKA Moskwa. Po zakończeniu służby jesienią 1986 roku wrócił do Metalista Charków. W końcu 1989 został zaproszony do Dynama Kijów. Potrafił bardzo mocno uderzyć z dalekiej odległości, jednak przez silną konkurencję nie zagrał w podstawowej jedenastce. Jednak coraz częściej zaczął uczęszczać do kasyna. Jednego razu przegrał bardzo dużą kwotę pieniędzy (20 tys. USD) i był zmuszony uciekać, aby oddać dług. Na początku 1992 przeszedł do Bursasporu, jednak kariera w Turcji nie złożyła się. Po krótkim pobycie w bułgarskim klubie Lewski Sofia, wrócił do ojczyzny i od 27 marca 1992 występował w Ewisie Mikołajów. Latem 1992 został piłkarzem węgierskiej drużyny Nyíregyháza FC. Na początku 1993 piłkarz wrócił do Ewisu. Po zakończeniu sezonu 1992/93 ponownie wyjechał do Węgier, gdzie związał się z grupą przestępczą, wymagającą haracze na terenie Węgier. W 1993 za postrzelenie sutenera i dwóch prostytutek został zatrzymany i potem skazany na 11 lat więzienia. Za próbę ucieczki (31 grudnia 1995) dodano jeszcze 4 lat. Pod koniec okresu kary został przeniesiony z węgierskiego więzienia do ukraińskiego Użhoroda, a potem do rodzimego Charkowa. Za dobre zachowanie wcześniej został zwolniony, w sumie w więzieniu spędził 11,5 lat. Potem ułożył sobie życie od nowa, znalazł pracę, ożenił się. Od 2006 również poszukiwał talenty dla Metalista Charków. Po rozwiązaniu klubu wrócił do swoich nałogów, a potem w 2017 wyjechał na zarobki do Kambodży, skąd przeniósł się do Malezji. Pracował na budowie, ale przez swój alkoholizm stracił pracę i pieniądze, wskutek czego został bezdomnym. Wiosną 2019 w ciężkim stanie został hospitalizowany w Kuala Lumpur. Następnie udało się z pomocą Konsulatu wrócić do Ukrainy 30 kwietnia. Potem mieszkał w mieszkaniu jednego ze znajomych w Charkowie, gdzie zmarł w maju 2019.

## Sukcesy i odznaczenia

### Sukcesy klubowe
- mistrz ZSRR: 1990
- zdobywca Pucharu ZSRR: 1988, 1990

### Odznaczenia
- tytuł Mistrza Sportu ZSRR: 1987.